# مارك نورث
مارك نورث (بالإنجليزية: Marc North)‏ (29 مايو 1966 في المملكة المتحدة - 25 سبتمبر 2001 في المملكة المتحدة) هو لاعب كرة قدم بريطاني في مركز الهجوم. لعب مع برمنغهام سيتي وسكونثورب يونايتد وغريمسبي تاون وليستر سيتي ونادي لوتون تاون ونادي كيترينغ تاون ولينكولن سيتي أف سي.

## وصلات خارجية
- مارك نورث على موقع قاعدة بيانات كرة القدم.إي يو (الإنجليزية)